# Psylla evodiae
Psylla evodiae är en insektsart som beskrevs av Miyatake 1965. Psylla evodiae ingår i släktet Psylla och familjen rundbladloppor. Inga underarter finns listade i Catalogue of Life.